# Nothocrax urumutum
L'hocco notturno (Nothocrax urumutum (von Spix, 1825)), unica specie del genere Nothocrax Burmeister, 1856, è un uccello galliforme della famiglia dei Cracidi originario delle regioni occidentali dell'Amazzonia.

## Descrizione

### Dimensioni
Misura 50-57,5 cm di lunghezza per 1250 g di peso.

### Aspetto
Le lunghe piume leggermente spatolate che ricoprono la parte superiore della testa sono nero opaco con un leggero margine castano alla base. Il resto della testa (tranne le parti nude della faccia), il collo e la parte alta del petto sono di colore castano brillante. Il dorso, le ali fino ai margini esterni delle remiganti, le due timoniere centrali e le copritrici sotto-caudali mostrano una colorazione bruno-rossastra barrata da sottili linee ondulate nerastre che conferiscono a queste regioni un aspetto marmorizzato. La parte posteriore del collo, di colore castano scuro, sfuma gradualmente nella parte superiore della mantellina. La superficie inferiore delle ali è interamente nero opaco. Le timoniere laterali sono nerastre, con leggeri riflessi blu. Le loro estremità giallastre sono chiaramente visibili. Il basso ventre è più chiaro rispetto al resto delle parti inferiori: presenta infatti una tinta fulva che sfuma nel beige del sottocoda. Alcune vermicolature scure segnano i lati del ventre, ma sono assenti dall'addome e dai fianchi. I sessi sono identici, ma la femmina presenta i fianchi maggiormente vermicolati.
Nel maschio adulto il becco è prevalentemente arancio-rossastro con alcune infiltrazioni grigiastre sulla metà anteriore del ramo mascellare. La pelle nuda al di sotto dell'occhio è grigia, mentre quella al di sopra forma un sopracciglio bicolore, blu-azzurro nella parte iniziale, in prossimità delle redini, e giallo nella sua parte terminale, fino alla regione auricolare. I tarsi sono grigi sui lati e marrone-arancio opaco sul davanti e sul retro. Gli artigli sono di colore scuro.
I giovani hanno un cappuccio nerastro bordato da una striscia beige e da un'altra striscia nera. Le parti superiori marroni contrastano con le ali nerastre barrate di beige. La gola e il petto sono bruno-beige, il ventre è bianco. Il becco non presenta alcuna chiazza giallastra all'estremità ed è di dimensioni più ridotte di quello degli adulti.

### Voce
Il canto di questa specie ha inizio solo quando la notte è già scesa. Gli hocco notturni possono emettere il loro richiamo in ogni momento della notte, ma l'attività vocale più frenetica ha quasi sempre luogo tra le otto e le dieci di sera, proprio nelle prime ore della notte. A partire da mezzanotte o poco dopo, nella foresta regna il silenzio e il canto degli hocco non riprende che due ore prima dell'alba. A volte gli hocco si uniscono in «concerti» che durano fino alle prime luci del giorno. I muggiti degli hocco notturni sono leggermente più profondi, più completi e più nitidi di quelli di altre specie di hocco. Sembrano anche più melodiosi e più potenti. Il canto è costituito da due frasi separate da una breve pausa. La sua caratteristica più notevole è un lungo grugnito discendente alla fine della seconda frase. Il canto intero può essere trascritto nel modo seguente: hm-hm-hm', hm-hm'-hm-uh. Quando un esemplare è particolarmente in forma, può riprendere un nuovo canto dopo una pausa di appena 15 secondi. Alcuni periodi di canto possono durare più di 15 minuti senza interruzioni e perfino mezz'ora nel mese di gennaio.

## Biologia
Nonostante il nome comune di «hocco notturno», questa specie, pur emettendo i suoi richiami solo durante la notte, svolge gran parte delle sue attività durante il giorno. Secondo le informazioni raccolte dai cacciatori indigeni, gli hocco notturni trascorrono la giornata nascosti in cavità, nelle crepe situate tra le rocce o tra le grandi radici degli alberi. Whittaker conferma la validità di questa affermazione, precisando che i cacciatori cercano di stanare questi uccelli dai loro rifugi e li costringono ad alzarsi in volo grazie all'aiuto dei cani. Numerosi ornitologi rimangono scettici riguardo a questa informazione, sostenendo che in cattività nessun hocco notturno manifesta questo tipo di comportamento furtivo. Natterer sottolinea tuttavia che gli hocco che vanno in cerca di cibo a terra si nascondono tra la fitta vegetazione o nelle forre se vengono disturbati durante la loro attività. Sottolinea che, in questo caso, preferiscono trovare un posto riparato piuttosto che alzarsi in volo.
In effetti, diversamente dai gufi che sono dotati di una vista e di un udito particolarmente sviluppati, gli hocco notturni non sono in grado di trovare le piante di cui si nutrono se la notte è buia e piovosa. Questi uccelli si nutrono verosimilmente quando la luce è debole o decrescente, vale a dire all'alba o al crepuscolo. Possono spingersi anche a camminare sul terreno nelle ore più calde e più soleggiate, emettendo dei delicati u-ö per accompagnare la loro ricerca del cibo. Durante la notte, quando cantano, gli hocco notturni si appollaiano sugli alberi e rimangono immobili.

### Alimentazione
Gli hocco notturni vanno alla ricerca del cibo da soli, in coppia o in piccoli gruppi di 3 o 4 individui. Nonostante il loro nome, questi uccelli si alimentano durante il giorno, all'alba o al crepuscolo. Il loro menu è prevalentemente vegetariano. Trovano ciò di cui si nutrono sul terreno sotto gli alberi da frutto.

### Riproduzione
Sulla base delle informazioni ricavate dai richiami, la stagione di nidificazione sembra avere luogo in ottobre e da gennaio a febbraio. In Colombia, sul corso superiore del Rio Negro, la scoperta di un nido nel mese di ottobre non fa che confermare la suddetta informazione. L'hocco notturno è monogamo: costruisce un nido di modeste dimensioni, fatto di rami, su un albero, a circa quattro metri di altezza dal suolo. Questa struttura, poco più che rudimentale, può anche essere situata su un ceppo o su un tronco vicino al sottobosco. La covata comprende due uova che vengono covate per 28 o 29 giorni. I pulcini presentano un piumino bruno-nerastro sopra e bianco sotto. Gli hocco notturni sono particolarmente longevi: in natura possono raggiungere probabilmente i dieci anni di età.

## Distribuzione e habitat
Come la maggior parte dei cracidi, l'hocco notturno è originario del continente sudamericano. La sua area di distribuzione si estende quasi esclusivamente nelle regioni superiori e medie dell'Amazzonia. Essa ricopre l'estremità meridionale del Venezuela, la Colombia sud-orientale, l'Ecuador orientale e il Perù nord-orientale. In Brasile, occupa soprattutto gli stati di Amazonas, Roraima, Rondônia e Acre, lungo affluenti di destra del Rio delle Amazzoni come il Rio Madeira, il Rio Purus o il Rio Juruá.
Gli hocco notturni frequentano generalmente le foreste umide, soprattutto quelle che non vengono invase dalle acque. Tuttavia, si incontrano anche nelle várzeas che vengono inondate in modo permanente o solo in quelle che subiscono inondazioni stagionali, in quanto situate in prossimità dei fiumi. Gli hocco notturni vivono principalmente nelle foreste di pianura con un sottobosco piatto o leggermente accidentato. Vivono al di sotto dei 200 metri in Venezuela e dei 500 metri in Colombia. Nelle altre parti del loro areale, non si spingono mai al di sopra degli 800 metri.

## Conservazione
Lo stato di conservazione di questa specie è assai dubbio. Tuttavia, è probabile che non sia in pericolo. Possiamo anche ritenere che il suo avvenire sia piuttosto sereno, dal momento che tutto il suo areale gode di buone condizioni. A seconda delle regioni, la sua distribuzione è molto disomogenea: i suoi effettivi sono soprattutto numerosi nella regione del Rio Guainía, del Rio Negro e del Rio Orinoco. Altrove, in Perù e nello stato della Rondônia, le sue popolazioni sono assai scarse. Le sue abitudini estremamente discrete la proteggono dalla cupidigia dei cacciatori. I suoi richiami e i suoi canti sono ancora relativamente numerosi laddove le altre specie di hocco sono state decimate.